# Nova vas, Preddvor
Nova vas este o localitate din comuna Preddvor, Slovenia, cu o populație de 120 de locuitori.